# Biblioteksvagten
Biblioteksvagten var de danske bibliotekers gratis oplysnings- og spørgetjeneste, som tilbød faglig kompetent service inden for alle fagområder og leverede svar på faktuelle spørgsmål, hjælp til søgestrategi, henvisninger til bøger, artikler, webressourcer m.m.
Der kunne stilles spørgsmål til Biblioteksvagten via en formular på vagtens hjemmeside, pr. e-mail, pr. telefon eller via chat.
Biblioteksvagten samarbejdede med andre netbiblioteker og stillede sig til rådighed som spørgetjeneste for bl.a. musikbiblioteket, bibliotekernes guide til informationsøgning, bibliotekernes netguide og bibliotekernes motorvej til tilgængelig information (E17).
Biblioteksvagten fungerede ligeledes som spørgetjeneste for de danske bibliotekers fælles database.
Biblioteksvagten blev startet i oktober 1999 af tre folkebiblioteker – Gentofte, Herning og Silkeborg. Biblioteksvagten blev lukket den 1. december 2023.
Antallet af deltagende biblioteker blev gradvist udvidet, og medio 2002[kilde mangler] blev de danske fag-/forskningsbiblioteker inddraget i samarbejdet.
Ved udgangen af 2006 deltog 47 folke- og 15 fag/forskningsbiblioteker i samarbejdet om at besvare spørgsmål via internettet.[kilde mangler]
En opgørelse for 2008 fandt at omkring halvdelen af spørgsmålene kom ind fra hjemmesiden bibliotek.dk og at der var givet næsten 30.000 svar i løbet af året.
Biblioteksvagten blev støttet økonomisk af Biblioteksstyrelsen gennem overbygningspuljen, og blev i udviklingsfasen også støttet af Danmarks Elektroniske Fag- og Forskningsbibliotek (DEFF), og blev ledet af Foreningen Biblioteksvagten, hvis bestyrelse var sammensat af ledelsesrepræsentanter fra både folke- og fag/forskningsbiblioteker.[kilde mangler]